# Lady Denison-Pender (Sandbank)
Die Lady Denison-Pender-Sandbank, engl. Lady Denison-Pender Shoal, gehört zu den Amiranten, einer Inselkette im westlichen Indischen Ozean.
Lady Denison-Pender stellt eine in der Seefahrt gefürchtete Untiefe dar, da sie nur maximal 15 Meter unter dem Meeresspiegel liegt, während das angrenzende Meeresgebiet Wassertiefen über 300 Meter bietet. Sie liegt 10 km nordwestlich von North Island, der Nordinsel der Sandbankgruppe African Banks und zugleich der nördlichsten Insel der Outer Islands der Inselrepublik Seychellen, und markiert damit das nördliche Ende der Amiranten-Inselkette.
Die Sandbank ist nach dem englischen Dampfschiff „CS Lady Denison Pender“ benannt, welches als Kabelleger von 1934 bis 1938 im Indischen Ozean unterwegs war.